# Karel Šafář
Karel Šafář (28. května 1938 Rychnov nad Kněžnou – 10. února 2016) byl český akademický malíř a grafik. Kromě toho se věnoval také kresbě a akvarelu.

## Život
V mládí pracoval v Karlových Varech jako bytový architekt. V letech 1965–1971 studoval na Vysoké škole umělecko průmyslové v Praze v ateliéru Karla Svolinského a od roku 1970 v ateliéru Zdeňka Sklenáře. Po studiích odcestoval do Nepálu a následně do Indie, kde působil jako profesor na univerzitě v Benáresu. Od roku 1974 pracoval na volné noze. V roce 1976 navštívil Mongolsko. Několik prací vytvořil i pro Kancelář prezidenta republiky, Ministerstvo kultury Ministerstvo zahraničních věcí, Univerzitu Karlovu, Národní galerii v Praze či Nadaci Charty 77. Byl tvůrcem grafického listu předávaného laureátovi Čestného uznání Mensy ČR.
Jeho manželkou byla Jaryna Šafářová. Jeho synem je Jakub Šafář a dcerou Tereza Šafářová.